# (47835) Stevecoe
(47835) Stevecoe est un astéroïde de la ceinture principale.

## Description
(47835) Stevecoe est un astéroïde de la ceinture principale. Il fut découvert le 10 mars 2000 à la station Catalina par Richard Erik Hill. Il présente une orbite caractérisée par un demi-grand axe de 2,65 UA, une excentricité de 0,13 et une inclinaison de 14,9° par rapport à l'écliptique.

## Compléments